# Rio Capanema
Rio Capanema är ett vattendrag i Brasilien.   Det ligger i delstaten Paraná, i den södra delen av landet, 1 200 km sydväst om huvudstaden Brasília.
Trakten runt Rio Capanema består till största delen av jordbruksmark. Runt Rio Capanema är det glesbefolkat, med 14 invånare per kvadratkilometer.